# Leichtathletik-Weltmeisterschaften 2013/Teilnehmer (St. Kitts und Nevis)
| Gelbes Symbol für Goldmedaillen mit stilisierten Olympischen Ringen | Graues Symbol für Silbermedaillen mit stilisierten Olympischen Ringen | Braundes Symbol für Bronzemedaillen mit stilisierten Olympischen Ringen |
| ------------------------------------------------------------------- | --------------------------------------------------------------------- | ----------------------------------------------------------------------- |
| —                                                                   | —                                                                     | —                                                                       |

Der Leichtathletikverband aus St. Kitts und Nevis stellte bei den Leichtathletik-Weltmeisterschaften 2013 in der russischen Hauptstadt Moskau sechs Teilnehmer.

## Ergebnisse

### Männer

#### Laufdisziplinen
| Athlet                                                                                      | Disziplin | Vorlauf    | Vorlauf | Halbfinale         | Halbfinale         | Finale             | Finale             |
| Athlet                                                                                      | Disziplin | Zeit       | Platz   | Zeit               | Platz              | Zeit               | Platz              |
| ------------------------------------------------------------------------------------------- | --------- | ---------- | ------- | ------------------ | ------------------ | ------------------ | ------------------ |
| Antoine Adams                                                                               | 100 m     | 10,18 s    | 18      | 10,17 s            | 16                 | nicht qualifiziert | nicht qualifiziert |
| Jason Rogers                                                                                | 100 m     | 10,19 s    | 19      | 10,15 s            | 13                 | nicht qualifiziert | nicht qualifiziert |
| Antoine Adams                                                                               | 200 m     | 20,56 s    | 16      | 20,47 s            | 13                 | nicht qualifiziert | nicht qualifiziert |
| Lestrod Roland                                                                              | 200 m     | 21,37 s    | 43      | nicht qualifiziert | nicht qualifiziert | nicht qualifiziert | nicht qualifiziert |
| Antoine Adams Allistar Clarke Delwayne Delaney Brijesh Lawrence Jason Rogers Lestrod Roland | 4 × 100 m | 38,58 s SB | 13      |                    |                    | nicht qualifiziert | nicht qualifiziert |